# نظيرة الحارثية
نظيرة بنت أحمد الحارثية (21 نوفمبر 1977 - ) متسلقة جبال عُمانية. اكتسبت نظيرة شهرتها لكونها أول امرأة عمانية تصل إلى قمة جبل إفرست  وأول امرأة عربية وعُمانية تصل إلى قمة جبل اما دابلام.

## نشأتها
نشأت نظيرة الحارثية في ولاية القابل - المضيرب - في محافظة شمال الشرقية من سلطنة عمان.

## تعليمها
نظيرة حاصلة على شهادة حاصلة على بكالوريوس التربية من كلية التربية بالرستاق وعلى ماجستير الآداب في الدراسات الجغرافية من جامعة السلطان قابوس.

## مسارها المهني
شغلت نظيرة عدة مناصب منها:
أستاذة جغرافيا
مطورة مناهج تربوية لمادة الجغرافيا
مديرة لدائرة المواطنة في مكتب وزير التربية والتعليم.
وتشغل حالياً منصب مديرة عامة مساعدة للمرشدات بالمديرية العامة للكشافة والمرشدات بوزارة التربية والتعليم.
كما شغلت منصب المنسقة الوطنية لبرنامج جلوب GLOBE العالمي البيئي وهي عضو مجلس إدارة في فريق متطوعو جلوكال.

## تسلق الجبال[3]

### جبلكليمنجارووالبداية
في عام 2015م، كانت نظيرة مسؤولة عن مجموعة من الطلبة والمعلمين ضمن برنامج دولي علمي معني بالبيئة يعرف باسم جلوب "GLOBE"، حيث كان الطلاب يصعدون إلى جبل كليمنجارو في تنزانيا - رابع أعلى قمة في العالم - بينما يقومون بجمع بيانات علمية مختلفة عن المياه والتربة والهواء أثناء صعودهم. وأكدت نظيرة في مقابلات عدة أن هذه كانت نقطة بداية تعلقها بالجبال.
في 17 من مايو 2017م، كانت نظيرة تعمل على مشروع إضافة قصص بعض المنجزين العمانيين إلى الكتب المدرسية حينما قابلت خالد السيابي، أول عُماني تسلق جبل إفرست في عام 2010م. أثناء سرد خالد لقصته مع جبل إفرست، تأثرت نظيرة وعبرت عن رغبتها بتسلق الجبل. وخلال العاميين التاليين تلقت نظيرة تدريباً من خالد السيابي.
شاركت نظيرة مرتين في تحدي سباق الجري الجبلي (سباق آلترا تريل مونت بلانك UTMB) الذي يبلغ طوله 130 كيلومترًا في كل من عام 2018 م 2019م، أثناء إقامته في السلطنة. لكنها لم تتم السباقيّن، فقد انسحبت بسبب الإصابة في المرتين، في المرة الأول بعد تسلقها 90 كيلومترًا، والثانية بعد 25 كم.

### جبل إفرست
تمكنت نظيرة الحارثية، من الوصول إلى قمة جبل إفرست البالغ ارتفاعه 8848م يوم 23 مايو 2019م، لتكون بهذا أول امرأة عُمانية وثاني مواطن عُماني يحقق هذا الإنجاز. وتضمن تدريبها لتتمكن من تحقيق هذا الإنجاز، الجري والسباحة لمسافات طويلة، وتسلق جبال السلطنة المختلفة لزيادة قدرتها على التحمل. كجزء من التدريب للصعود لقمة جبل إفرست بدأت نظيرة أولى مراحل الصعود لقمة جبل اما دابلام عام 2018م وهي قمة جبلية يبلغ طولها 6812 مترًا وتقع في جمهورية النيبال، لكنها لم تنجح بسبب شعورها بأعراض الارتفاعات، بالرغم من أنها كانت على وشك الوصول ولم يتبقى سوى 300 متر من القمة.

### جبل اما دابلام
14 يناير 2021م، كان اليوم الذي تمكنت فيه نظيرة من الوصول إلى قمة جبل اما دابلام ورفع علم السلطنة فيه، بعد أن تراجعت من على بعد 300م من القمة في عام 2018م. وجاء هذا الإنجاز بعد استمرار نظيرة بالتمارين اللازمة خلال جائحة فيروس كورونا. بدأت الرحلة بأسبوع حجر صحي وبعد ذلك ظل الفريق لمدة 25 يوم في مخيم للاستعداد للتسلق وذلك لتخطي مرحلة التأقلم التي يحتاجها الجسم ليتأقلم مع الارتفاعات من حيث الضغط الجوي ودرجات الحرارة، استغرقت الرحلة الأخيرة للتسلق من المخيم الثاني للقمة صعوداً ونزولاً 19 ساعة. أكدت نظيرة أنها وباقي أعضاء الفريق لم يواجهوا عضة برد رغم شدة الرياح وبرودة جو الشتاء في الجبل.
تعد نظيرة أول امرأة عربية تتمكن من الوصول إلى قمة هذا الجبل، وساهم هذا الإنجاز في زيادة شهرتها. حيث وصفتها جريدة ذا تايمز البريطانية بملكة الجليد العمانية وأكدت صحيفة السي أن أن البريطانية الأثر الذي شكله إنجاز نظيرة على بنات أخوتها ال32.

### جبلماناسلو
في 28 سبتمبر 2021م نجحت نظيرة في الوصول إلى قمة جبل ماناسلو في النيبال، التي تعد ثامن أعلى قمة جبل في العالم، بارتفاع 8163 مترا عن سطح البحر. وقد تمكنت المتسلقة من رفع العلم العُماني في قمة هذا الجبل لأول مرة في تاريخ المرأة العُمانية والسلطنة، وقد استغرقت رحلة الصعود الفعلية إلى قمة الجبل 25 يوما، منها ثلاثة أيام فقط لرحلة الصعود إلى القمة والنزول منها، حيث يتنقل المتسلقون بين ثلاث مخيمات وقد استغرقت رحلة الصعود من المخيم الثالث للقمة والعودة 16 ساعة.

## مناصب فخرية
تشغل نظيرة حالياً منصبين فخريين كسفيرة النوايا الحسنة لفريق مسقط للمشي الحر ولحملة تابعة للسفارة النيبالية في سلطنة عمان باسم Visit Nepal 2020.